# Lê Túc Tông
 (octobre 2018).
Si vous disposez d'ouvrages ou d'articles de référence ou si vous connaissez des sites web de qualité traitant du thème abordé ici, merci de compléter l'article en donnant les références utiles à sa vérifiabilité et en les liant à la section « Notes et références ».
Lê Túc Tông (1er août 1488 - 30 décembre 1504), né sous le nom Lê Thuần, est le septième empereur du Đại Việt (ancêtre du Viêt Nam) de la dynastie Lê. Il règne 6 mois en 1504.